# Hypsirhynchus parvifrons
Hypsirhynchus parvifrons — вид змій родини полозових (Colubridae). Мешкає в Гаїті і Домініканській Республіці, а також на Багамських островах.

## Підвиди
Виділяють дев'ять підвидів:
- Hypsirhynchus parvifrons alleni (Dunn, 1920) — острів Гонав;
- Hypsirhynchus parvifrons lincolni (Cochran, 1941) — острів Беата, півострів Бараона на південь від гір Сьєрра-де-Баоруко[en];
- Hypsirhynchus parvifrons niger (Dunn, 1920) — півострів Самана[en];
- Hypsirhynchus parvifrons paraniger (Thomas & Schwartz, 1965) — південний схід Домініканської Республіки, острів Каталіна;
- Hypsirhynchus parvifrons parvifrons (Cope, 1862) — півострів Тібурон, Каємітські острови[en], острів Гросс-Кей[en];
- Hypsirhynchus parvifrons protenus (Jan, 1867) — більша частина острова Гаїті;
- Hypsirhynchus parvifrons rosamondae (Cochran, 1934) — острів Ваш[en];
- Hypsirhynchus parvifrons stygius (Thomas & Schwartz, 1965) — острів Саона[en];
- Hypsirhynchus parvifrons tortuganus (Dunn, 1920) — острів Тортуга.

## Поширення і екологія
Hypsirhynchus parvifrons мешкають на острові Гаїті та на кількох сусідніх островах, а також були зафіксовані на острові Малий Інаґуа в групі Багамських островів. Вони живуть в тропічних лісах і сухих чагарникових заростях, трапляються на луках, пасовищах і поблизу людських поселень. Зустрічаються на висоті до 2500 м над рівнем моря. Живляться амфібіями і ящірками, відкладають яйця.